# Tinh vân Đại Bàng
Tinh vân Đại Bàng (các tên gọi danh lục M 16 hay NGC 6611) là một vùng khí H II lớn nhìn thấy được trong chòm sao Cự Xà, được hình thành bởi một đám sao mở cùng kết hợp với một tinh vân phát xạ chứa các ion hydro, với danh lục là IC 4703.
Khoảng cách đến nó tương đối bất định, nhưng các nhà thiên văn học chấp nhận một giá trị vào khoảng 7.000 năm ánh sáng. Do vậy nó nằm trong vùng giữa của Nhánh Nhân Mã, chứa một vùng hình thành sao mãnh liệt được biết đến với tên gọi Các cột Hình thành (Pillars of Creation), những cột bụi khí hydro lạnh, tối và dài nằm giữa các sao. Các cột này nhô ra từ các đám mây phân tử tối, lạnh như những thạch nhũ trong hang đá. Trong những cột này có những mầm mống cho thấy sự hình thành các ngôi sao vẫn đang tiếp diễn, mặc dù nó không được rõ ràng chúng là các dạng tiền sao hay chỉ là tác động của gió của các ngôi sao bên cạnh. Đám sao mở gồm rất nhiều các ngôi sao khổng lồ xanh, rất sáng và nóng; với tuổi của các ngôi sao này chỉ vào khoảng 2-3 triệu năm, nhỏ hơn một phần nghìn tuổi của Mặt Trời. Các ngôi sao này có cấp sao biểu kiến 8,24 và có thể nhìn bằng ống nhòm.
Tinh vân được biết đến từ thế kỉ thứ 18 và là một trong những vật thể được liệt kê trong danh lục của Messier (M 16), nó lộ ra rõ nét dưới ảnh chụp và do vậy là một trong những đích ngắm của những người yêu thiên văn học nghiệp dư.

## Quan sát

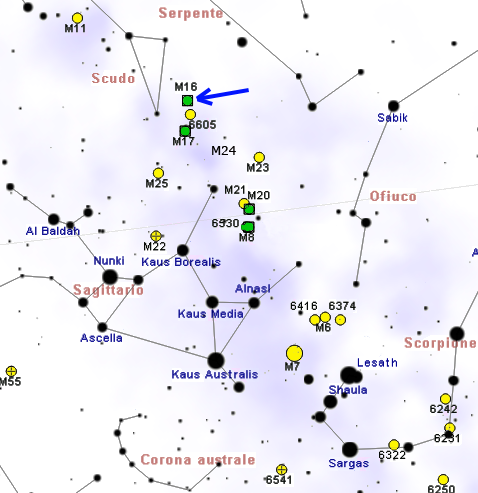
Vị trí tinh vân Đại Bàng trong Cự Xà.

Tinh vân Đại Bàng là một tinh vân khá sáng và có thể dễ dàng xác định được nó, bắt đầu từ ngôi sao γ Scutum (thuộc chòm sao Thuẫn Bài) và hướng theo phương Đông Bắc khoảng 3° sẽ thấy nó ở bên cạnh. Mặc dù có thể nhìn tinh vân bằng mắt thường, nhưng với một ống nhòm 10x50 thì có thể đủ nhìn thấy được tinh vân rõ hơn với hình dạng một vệt sáng dài được bao xung quanh là đám sao mở. Với kính viễn vọng có độ mở 120–150 mm, có thể nhìn thấy rõ ánh sáng của tinh vân Đại Bàng cùng với khoảng 40 ngôi sao trong đám sao mở. Rất nhiều chi tiết của đám mây tinh vân cùng toàn bộ đám sao mở sáng có thể nhìn rõ với kính viễn vọng có độ mở 200 mm, cho thấy có khoảng 10 ngôi sao sáng nằm chắn trước tinh vân Đại Bàng.
Tinh vân Đại Bàng có thể được quan sát từ nhiều nơi trên thế giới, do tinh vân Đại Bàng nằm ở xích vĩ không quá gần phía nam châu Phi, nên mặc dù một số vùng ở Bắc Âu, Canada gần cực Bắc khó quan sát được nó, nhưng các vùng của Bắc bán cầu nằm gần xích đạo có thể quan sát dễ hơn. Vùng Nam bán cầu thì tinh vân được nhìn thấy rõ ràng trong bầu trời đêm mùa đông và tại khu vực nhiệt đới miền nam châu Phi người ta có thể quan sát thấy nó trên thiên đỉnh. Thời gian quan sát nó tốt nhất trên bầu trời đêm là từ tháng 6 tới tháng 10.

## Lịch sử quan sát

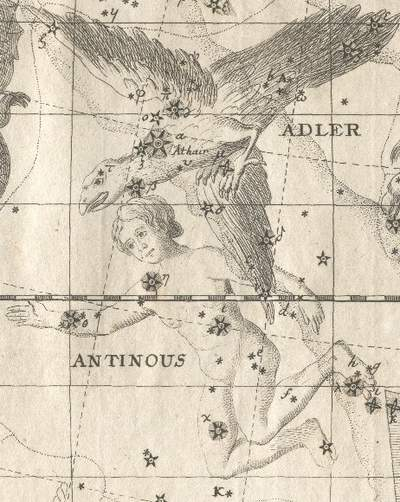
Chòm sao cũ Antinous được Messier sử dụng để minh họa tinh vân Đại Bàng (tiếng Đức: Adler nghĩa là chòm sao Thiên Ưng) và các chòm sao Cự Xà, Nhân Mã.

Tinh vân lần đầu tiên được khám phá năm 1746 bởi Philippe Loys de Cheseaux, ông chỉ quan sát được phần trung tâm sáng của tinh vân và ông gọi vật thể mình quan sát được là một đám sao, nằm giữa các chòm sao Cự Xà, Nhân Mã và một chòm sao cũ Antinous. Chòm sao cũ Antinous sau này trở thành một phần phía nam của chòm sao Thiên Ưng.
Charles Messier đã khám phá lại tinh vân Đại Bàng vào các năm tiếp sau, ngày 3/6/1764: ông miêu tả nó giống như một tinh vân ở vùng trung tâm, trong khi vùng phía bên ngoài vẫn còn mờ, rất khó quan sát. Và thực tế ông là người đầu tiên mô tả sơ lược vùng sáng của tinh vân Đại Bàng. William Herschel không chú ý mấy đến cách miêu tả này, trong khi con trai ông John xem nó là một đám mây với hàng trăm ngôi sao sáng.
Đô đốc William Henry Smyth tiếp tục quan sát vùng rìa ngoài tinh vân và miêu tả nó là một đối tượng thiên văn đẹp, ông cũng miêu tả một vài ngôi sao sắp xếp theo từng cặp trong tinh vân, và chỉ ra sự cần thiết có những kính thiên văn mạnh hơn để có thể quan sát chi tiết hơn. Camille Flammarion, một nhà thiên văn học người Pháp, quan sát tinh vân Đại Bàng cùng với đám sao mở, và ông công nhận nó hoàn toàn là một tinh vân.
Tháng 8 năm 1875, Isaac Roberts lần đầu tiên chụp bức ảnh của tinh vân qua một kính viễn vọng đường kính 50 cm: cho thấy một chứng cứ rõ nét về những vùng mờ và tối, đặc biệt là vùng phía nam của tinh vân Đại Bàng.